# 静狩パーキングエリア
静狩パーキングエリア（しずかりパーキングエリア）は、北海道山越郡長万部町字共立にある道央自動車道のパーキングエリアである。

## 施設

### 上り線（函館方面）
- 駐車場[1][2]
  - 大型：7台
  - 小型：10台
  - 身障者用駐車場
    - 小型：1台
- トイレ[1][2]
  - 男性：大2（和式1・洋式1）・小3
  - 女性：5　（和式1・洋式4）
  - 同伴の男児用1
  - 身障者用（オストメイト対応）[3]
    - 共用：1
- 自動販売機[1][2]
- 給電スタンド[4]

### 下り線（室蘭・札幌方面）
- 駐車場[5][6]
  - 大型：7台
  - 小型：10台
  - 身障者用駐車場
    - 小型：1台
- トイレ[5][6]
  - 男性：大2（和式1・洋式1）・小3
  - 女性：5　（和式1・洋式4）
  - 同伴の男児用1
  - 身障者用（オストメイト対応）[3]
    - 共用：1
- 自動販売機[5][6]
- 給電スタンド[4]

## 隣
E5 道央自動車道
(11)長万部IC - 静狩PA - (12)黒松内JCT - (13)豊浦IC